# DR K
«ДР К» («DR K») — научно-популярная, образовательная и художественно-публицистическая телепрограмма Радио Дании.

## История
Первоначально канал планировали посвятить истории, канал был сначала представлен в 2005 в подготовке к созданию нового DR с датским государственным телеканалом. Это привлекло бы людей к просмотру исторических событий, которые хранятся в архивах "DR".Также DR планировало создать специальные каналы для детей и молодежи.
Когда создали новый телеканал DRK, СМИ было предложено в июне 2006: "запустить объединенный канал с детскими программами днем и программами истории вечером".
Названия новых цифровых каналов были представлены в марте 2009: DR К, DR (для детей) и DR HD (Канал HD, который использует DVB-T и MPEG4), вместе со старым DR1, DR2 и DR Update. К этому времени канал развился в культурный канал, посвященный искусствам, истории, дизайну, моде и беллетристике. Канал получил бы своё собственное пространство канала и передачу между 16:00 и 0:00. Премьеры DR К 1 ноября 2009 и будут вещать в цифровой земной телевизионной сети через спутник и на большинстве аналоговых кабельных систем.